# 장음 (후한)
장음(張音, ? ~ ?)은 후한 말기의 관료이다.

## 행적
연강 원년(220년), 헌제는 위왕 조비에게 선양하기로 마음을 굳히고 고제의 종묘에 의식을 올렸다. 태상 겸 행어사대부사(行御史大夫事) 장음은 헌제의 명으로 옥새를 가져다가 조비에게 전달하였고, 이로써 후한은 멸망하였다.

## 출전
- 유애, 《헌제전》(獻帝傳) [진수, 《삼국지》 권2 문제기 배송지주에 인용]
- 진수, 《삼국지》 권2 문제기

| 전임 (대행) 왕읍 | 후한의 태상 ? ~ 220년 음력 10월 | 후임 (후한 멸망) |